# Tad Szulc
Tad Szulc (Varsó, 1926. július 25. – Washington, 2001. május 21.) amerikai-brazil-lengyel újságíró és író. Svájcban tanult, 1940-ben költözött az ekkor már Brazíliában élő családjához. 1949-ben költözött New York-ba, pár évre rá megkapta az állampolgárságot is.

## Magyarul
- Chopin Párizsban. A romantikus zeneszerző élete és kora; ford. Lukács Laura; Európa, Bp., 1999
- II. János Pál pápa élete; ford. Zentai Éva, Falvay Mihály; Magyar Könyvklub–Fabula, Bp., 1996